# Colostethus conspicuus
Allobates conspicuus là một loài ếch thuộc họ Dendrobatidae.
Loài này có ở Brasil và Peru.
Môi trường sống tự nhiên của chúng là sông ngòi, đầm nước ngọt và đầm nước ngọt có nước theo mùa.